# 張哲 (明朝)
張哲（14世紀—1450年代），北直隸保定府蠡縣人，明朝政治人物。

## 生平
張哲是永樂二十二年（1424年）的進士，獲授大理寺評事，當時有寡婦曾氏與人私通，顧忌其子，因此誣告兒子不孝讓其入獄，他懷疑此事，數日後命令獄卒拿出其他囚犯屍體，對寡婦說：「你兒子已死，來收葬吧。」密令人監視她，看到寡婦與一人竊喜，立刻拘捕審訊，並釋放其子，又奏免胡景先等十三人的冤獄，不久在久旱下下雨，人們都說是上天被雪冤所感動。
正統二年（1437年）張哲陞任監察御史，六年後（1443年）改任江西按察司僉事，專督屯田；景泰三年（1452年）提拔為雲南按察司副使，但尚未受任命就遭彈劾沒有善政而被迫致仕，很快因為金創去世。

## 引用
1. 1 2  光緒《蠡縣志·卷六·人物志》：張哲，永樂甲辰進士，授大理寺評事；有寡婦曾氏私與人通，忌其子，誣以不孝繫獄，哲疑之，後數日令獄卒出他囚尸，誑婦曰：「汝子已死，汝來收掩。」密令人伺之，見婦竊與一人喜笑，即併捕訊之得其情，予以釋，奏免冤獄胡景先等十三人，歲久旱，是日雨，時謂雪冤所感。晉江西僉憲，條陳六事，適賊葉宗流等寇山東，勑哲督都督楊洪軍平之，獻捷賜金幣，拜雲南僉都御史，以金創卒官。
2. ↑  《明英宗睿皇帝實錄·卷二十六》：（正統二年正月）壬寅擢行在太常寺等衙門愽士方勉，評事張哲、侯爵，行人楊永，序班孫睿、張鏞、趙倫，斷事張文昌，知事康榮，照磨張禮，判官胡信，縣丞鄺傑，教授上官民瞻，教諭韓陽、鄭顒，訓導鄭觀、曹泰、成規、齊韶、王巍、陸儔、唐震俱為監察御史……
3. ↑  《明英宗睿皇帝實錄·卷一百十》：（正統八年十一月）己卯陞禮科給事中李詢，湖廣等道監察御史韋廣、徐朝宗、王俊，南京河南等道監察御史張彥、王受、葉清、成功、吳名、張哲，戶部主事張清，刑部主事彭貫為按察司僉事專督屯田，詢山東，廣廣東，清山西，受廣西，張清雲南，功四川，名福建，哲江西，貫浙江，彥、俊、朝宗三人俱河南，其一分理南北直隸……
4. ↑  《明英宗睿皇帝實錄》·卷二百十九·廢帝郕戾王附錄第三十七：（景泰三年八月）丁亥陞江西按察司僉事張哲為雲南按察司副使……
5. ↑  《明英宗睿皇帝實錄·卷二百二十八》·廢帝郕戾王附錄第四十六：（景泰四年四月甲寅）命浙江布政司右參政胡清、江西按察司僉事張哲致仕，以廵撫右都御史洪英、右僉都御史韓雍考其善政無聞，清譽不著也。先是哲已陞副使，命未至而被考黜，至是命以僉事致仕云。